# 小原雅俊
小原 雅俊（こはら まさとし、1940年 - ）は、日本のポーランド文学者、東京外国語大学名誉教授。福島県生まれ。東京教育大学独語独文学専攻卒。ワルシャワ大学大学院博士課程中退。大東文化大学教授、1993年東京外国語大学教授。2003年定年退官、名誉教授。

## 編著
- 『ポーランド語基礎1500語』大学書林　1982
- 『ポケットのなかの東欧文学 ルネッサンスから現代まで』飯島周共編　成文社　2006

## 翻訳
- クリスティーナ・ヴィトゥースカ著 ヴァンダ・キェジンスカ編『クリスティーナの生と死 獄中からの書簡』たいまつ社　1971 「クリスティーナの手紙 ナチス占領下ポーランドの青春」恒文社　1996
- タデウシュ・コンヴィツキ『ぼくはだれだ』内田莉莎子共訳　晶文社　1975　文学のおくりもの
- エドヴァルト・ギエレク『エドヴァルト・ギエレク 発展するポーランド』恒文社　1976
- ボグダン・トマシェフスキー『不死鳥・シェビンスカ 陸上界の女王』ベースボール・マガジン社　1976
- ジュクロフスキ「ロットナ・石切り場にて」『キリスト教文学の世界 19』主婦の友社　1978
- フーベルト・ヴァグネル、スビグニェフ・コセック『バレーボール/ゴールド・メダルへの挑戦 H.ヴァグネル物語(モントリオール五輪金メダル監督)』ベースボール・マガジン社　1978
- スタニスワフ・レム『エデン』早川書房　1980　のち文庫
- ユゼフ・カンスキ『ショパン ショパンとその故郷』恒文社　1981
- ボグダン・ヴォイドフスキ『死者に投げられたパン』恒文社　1989
- ヘンリック・パナス『ユダによれば 外典』恒文社　1989
- ステファン・シレジンスキ,ルドヴィク・エルハルト編『ポーランド音楽の歴史』阿部緋沙子、鈴木静哉共訳　音楽之友社　1998
- 『文学の贈物 東中欧文学アンソロジー』編　未知谷　2000
- アンナ・ヴェジビツカ『アンナ先生の言語学入門』石井哲士朗、阿部優子共訳　東京外国語大学出版会　2011

## 参考
- 東京外大 専攻紹介ページ[リンク切れ]